# Cassiopeidae
Famille
Cassiopeidae est une famille de méduses, de l'ordre des Rhizostomeae. Ce sont des « méduses inversées », qui vivent posées sur le fond les tentacules tournés vers le haut.

## Liste des genres
Selon ITIS (29 avr. 2010) :
- genre Cassiopea Péron et Lesueur, 1809
- genre Toreuma Haeckel, 1880 — non reconnu par WoRMS